# Expansine
Les expansines forment une famille de protéines non-enzymatiques, étroitement apparentées entre elles, qui ont la capacité d'induire la relaxation des tensions et l'extension des parois des cellules végétales de façon pH-dépendante. Les expansines agissent par rupture des liaisons hydrogène (non-covalentes)  entre hémicellulose et microfibrilles de cellulose dans la paroi primaire des cellules végétales en expansion. Les expansines ont, plus généralement, des rôles importants dans la croissance de la cellule végétale, l'initiation des poils racinaires, l'abscission, la progression du tube pollinique au sein du stigmate et du style, le fonctionnement du méristème, le ramollissement des fruits, et d'autres processus développementaux impliquant la plasticité de la paroi cellulaire.
Les expansines furent à l'origine mises en évidence en tant que protéines ayant un rôle catalyseur dans l'extension des parois cellulaires chez des plantules de concombre, en conditions acides (voir croissance acide (en)).
Chez les graminées, certaines expansines du groupe des β-expansines se caractérisent aussi par leur rôle majeur dans l'allergénicité des pollens .

## Familles
Les désignations expansine (EXP) et expansin-like (EXL) sont réservées aux gènes et à leurs produits protéiques contenant à la fois un domaine I (N-terminal, catalytique de type GH45, GH signifiant glycoside-hydrolase) et un domaine II (C-terminal lointainement apparenté aux allergènes du groupe 2 des pollens de graminées),. L'étude phylogénétique indique que chez les plantes toutes les expansines et expansine-like appartiennent à une même super-famille de gènes ayant un ancêtre commun. Au sein de  cette superfamille, quatre familles sont actuellement reconnues, désignées EXPA (expansine A, originellement alpha-expansin ou α-expansin), EXPB (expansine B, originellement beta-expansin ou β-expansin), EXLA (expansin-like A) et EXLB (expansin-like B, originellement expansin-related). L'activité expansine, c.-à-d. la capacité à induire une extension rapide ou le relâchement des tensions d'une paroi cellulaire, a été démontrée in-vitro pour de nombreux membres des familles EXPA et EXPB. Les expansin-like, moins nombreuses, possèdent les deux domaines, mais aucune fonction biochimique correspondant à une EXL n'a pour l'instant été établie. Différentes alpha-expansines décrites chez le coton varient dans leur mode d'expression, suggérant que les nombreux gènes différents d'expansines chez une même espèce s'expliquent par une spécialisation fonctionnelle.
Chez les plantes, les α- et β-expansines existaient antérieurement à la séparation entre plantes vasculaires et mousses. Les expansin-like A et B ont quant à elles pu être tracées jusqu'au dernier ancêtre commun des angiospermes et des gymnospermes. Les génomes végétaux possèdent des nombres éventuellement importants de gènes d'expansines différents : au moins 26 gènes d'expansines A différents et 6 d'expansines B chez Arabidopsis thaliana ; chez les graminées, la famille des expansines B apparaît davantage développée: par ex., 34 et 19 gènes d'expansines A et B, respectivement, chez le riz.
Les graminées (et seulement elles) ont un groupe additionnel de protéines homologues seulement du domaine II des expansines ; en immunologie, elles sont connues comme G2As, ou allergènes d'herbes du groupe-2. De fonction incertaine, elles sont considérées comme une famille à part de la superfamille des expansines.
Les expansines non végétales sont regroupées dans une famille dénommée EXLX (expansin-like X), mais elles ne constituent pas un groupe monophylétique . Elles ont été identifiées chez des bactéries et champignons, où elles pourraient aider à l'invasion des organismes végétaux. Elles montrent une similarité lointaine avec les expansines végétales ; leur divergence pourrait être antérieure à l'origine des plantes terrestres ou au contraire elles auraient pu être acquises par transfert horizontal. Certains animaux peuvent aussi produire une expansine fonctionnelle, tel Globodera rostochiensis, un nématode parasite de végétaux, qui l'utilise pour rompre les parois cellulaires au moment d'envahir sa plante hôte. Chez la bactérie Bacillus subtilis, la grande similarité de structure de la protéine YoaJ avec la structure des expansines végétales permet de conclure qu'il s'agit bien d'une expansine, en dépit de séquences peu semblables ; des protéines apparentées à YoaJ sont trouvées chez diverses espèces de bactéries pathogènes de plantes, mais non de bactéries apprentées qui n'attaquent ou ne colonisent pas des plantes.
Nomenclature des gènes et protéines d'expansine et expansin-like : Arabidopsis thaliana EXPANSIN A1 est nommé AtEXPA1 pour le gène, AtEXPA1 pour la protéine ; on ajoute -1 pour l'allèle mutant 1.

## Activités
L'activité caractéristique des expansines est de permettre le relâchement de la tension d'une paroi cellulaire de plante et un allongement non-élastique (donc irréversible) de cette paroi,. Contrairement aux cellules animales ou aux protozoaires, les cellules végétales sont entourées d'une paroi rigide, extracellulaire puisqu'elle est extérieure à la membrane cellulaire; cette paroi confère leur rigidité et leur forme aux cellules, et les plantes, sans elle, seraient des organismes mous. Pour s'agrandir, les cellules végétales doivent allonger leurs parois par un glissement progressif (wall creep en anglais) de leurs polymères constitutifs, qui est permis par les expansines. Les expansines montrent divers autres rôles biologiques, qu'on peut relier à leur aptitude à induire une plasticité des parois cellulaires: mûrissement des fruits, pénétration du stigmate par le tube pollinique, croissance du tube pollinique et des poils racinaires, désassemblage de paroi cellulaire durant la germination, développement des organes floraux, abscission. Contrairement à ce qui était attendu, les expansines n'ont pas d'activité proprement enzymatique et en particulier, pas d'activité xyloglucanase: elles n'hydrolysent pas les polysaccharides matriciels (hémicellulose) ; en conséquence, les seuls tests pour leur activité consistent à mesurer le relâchement de la tension ou l'extension d'une paroi cellulaire végétale.

## Structure et régulation
Les expansines sont des protéines; les deux expansines initialement découvertes avaient des masses moléculaires (MW) de 29 kDa (kiloDalton) et 30 kDa, ce qui correspond à environ 270 acides aminés en moyenne. De façon générale, les alpha- et beta-expansines et les expansin-like sont des protéines d'approximativement 300 acides aminés, avec un MW de ~25–28 kDa pour la protéine mature .
La chaîne peptidique d'une expansine comprend en particulier: un peptide signal d'environ 20 aminoacides à l'extrémité N-terminale, le domaine catalytique hypothétique N-terminal, un motif His-Phe-Asp (HFD) en région centrale (sauf EXL) et le domaine hypothétique de liaison à la cellulose C-terminal à résidus tryptophanes.
L'analyse des séquences des gènes d'expansine montre sept introns appelés A, B, C, D, E, F et G; les séquences s'alignent bien les unes aux autres, l'organisation exon/intron étant conservée entre les gènes d'α- et β-expansines et d'expansin-like, bien que nombre d'introns comme longueur de chacun varient entre gènes. Dans les séquences signal N-terminales des gènes d'alpha-expansine, l'absence générale de signal correspondant au réticulum endoplasmique (KDEL or HDEL) confirme que les protéines sont destinées à la paroi cellulaire.
L'analyse des promoteurs de gènes d'expansine montre que l'expression de gènes d'α-expansines peuvent être régulés par l'auxine, la gibbérelline, la cytokinine ou l'éthylène; des plantes semi-aquatiques telles que Rumex palustris, qui sont induites à pousser très rapidement par une submergence, montrent une induction de la transcription par la submergence, de même que chez le riz, où hypoxie et submergence augmentent les niveaux des mARN d'α-expansines.

## Mécanismes
L'augmentation de volume des cellules végétales implique l'exécution harmonieuse de plusieurs phases-clés: accroissement de la pression de turgescence au sein de la vacuole, augmentation de la plasticité de la paroi cellulaire, synthèse de novo et réarrangement des composants de la paroi. Les deux éléments régulateurs de la croissance sont la pression de turgescence comme moteur et la plasticité de la paroi qui permet une déformation irréversible (agrandissement non-élastique).
Dans la paroi de la cellule végétale, les microfibrilles de cellulose, nettement plus résistantes que les chaînes d'hémicellulose, sont les composants porteurs de la charge de tension; elles sont liées les unes aux autres par les molécules d'hémicellulose, formant ainsi un réseau très résistant.
La croissance de la cellule végétale est régulée in vivo par une hormone, l'auxine, et l'allongement de la paroi (primaire) se produit en conditions de pH intra-pariétal bas,,. Le pH acide (mais compatible avec la biologie, pH 4,5-5) au sein de la paroi cellulaire affaiblit les liaisons hydrogène entre les polymères, mais de façon insuffisante pour permettre une extension de la paroi.
Deux types de molécules peuvent alors intervenir pour permettre un déplacement relatif des microfibrilles de cellulose, par des mécanismes qui ne sont pas encore définitivement précisés: par glissement des liaisons avec les hémicelluloses qui les relient ou par allongement de ces hémicelluloses; ce sont les expansines et les endo-xyloglucane transférases (EXT). L'intervention des expansines, par la rupture localisée des liaisons hydrogène (non-covalentes), permettrait un glissement des liaisons hydrogène entre hémicellulose et cellulose, limité par le fait que les liaisons se reforment un peu plus loin, les expansines restant fixées à la cellulose dans les zones de jonction entre microfibrilles de cellulose et certains composants des hémicelluloses. Le rôle de l'auxine est en particulier d'activer une sécrétion de protons (ATPases membranaires) qui se traduit par une acidification, créant les conditions favorables à l'action catalytique des expansines.

## Allergénicité
Chez les pollens de graminées, les allergènes majeurs (du groupe I, principaux agents responsables du rhume des foins et de l'asthme saisonnière) sont liés de façon structurelle à un sous-groupe des beta-expansines. Ces expansines apparaissent spécialisées dans la pollinisation, probablement dans un relâchement des tissus maternels pour une pénétration rapide du tube pollinique ainsi que suggère leur effet rhéologique puissant sur les parois du style et du stigmate des graminées, où ils sont relâchés en abondance par le pollen. Des expansin-like sont quant à elles impliquées dans les allergènes de groupe II et III des graminées, moins importants que ceux du groupe I. Les trois groupes d'allergènes ont en commun un module carbohydrate-binding (CBM), qui pourrait être responsable de la liaison avec les anticorps IgE.
Le domaine II (C-terminal, voir § Familles plus haut) des expansines responsable des effets allergéniques pourrait être lié à la compétition entre pollens pour l'accès aux ovules.

## Sources
- J. Sampedro and D. J. Cosgrove. 2005. The expansin superfamily. Genome Biol. 6 (12):242.
- Cosgrove, D. 2005. Growth of the plant cell wall. Nat Rev Mol Cell Biol 6: 850–861.
- Tinsley H. Davis. 2006. Profile of Daniel J. Cosgrove. PNAS October 3, 2006 vol. 103 no. 40 14661-14663.
- Choi,D., Cho,H.T. and Lee,Y.  2006. Expansins: expanding importance in plant growth and development. Physiologia Plantarum 126 (4):511-518.
- La croissance de la cellule végétale, Roger PRAT, Université Pierre et Marie Curie - http://www.snv.jussieu.fr/bmedia/cell/index.htm